# Serapicamptis forbesii
Serapicamptis forbesii är en orkidéart som beskrevs av Charles Cartlidge Godfrey. Serapicamptis forbesii ingår i släktet Serapicamptis och familjen orkidéer. Inga underarter finns listade i Catalogue of Life.